# Maachan no Nikkichō
Maachan no Nikkichō (яп. マアチャンの日記帳, укр. Щоденник малятка Ма) — манґа Осаму Тедзуки, яка виходила у 1946 році.
Це перша професійна праця Тедзуки, яка була опублікована. Коли він намалював її в 1945 році, йому було лише 17 років. 

## Сюжет
Maachan no Nikkichō — це збірка коміксів із 4 панелей (йонкома) про повсякденні пригоди маленького хлопчика-дошкільника на ім’я Ма-чан. Манґа складається з 73 смужок.

## Персонажі
- Ма-чан: маленький пустотливий хлопчик-дошкільник, який ріс відразу після Другої світової війни.
- Тон-чан: друг Ма-чана[2].
- Батько: батько Ма-чана.
- Мати: мати Ма-чана.
- Вихователь: вихователь дошкільного закладу Ма-чана.

## Сприйняття
Хоча малюнки були грубими порівняно з пізнішими роботами автора, багато елементів його художнього стилю вперше стали помітними саме в цьому коміксі. Maachan no Nikkichō був настільки популярним, що були випущені ляльки Ма-чана, перші з багатьох сувенірних продуктів Тедзуки.